# 3922 Хезер
3922 Хезер (3922 Heather) — астероїд головного поясу, відкритий 26 вересня 1971 року.
Тіссеранів параметр щодо Юпітера — 3,179.